# Словенська література
Словенська література — сукупність літературних творів, написаних словенськими письменниками та словенською мовою.
Серед найдавніших відомих творів — писані латинкою давньословенською мовою Фрейзінгенські уривки — створені між 972 та 1039 роками, найімовірніше до 1000 року.
Перші романи словенською мовою написав Йосип Юрчич (1844—1881).
Словенську літературу за етапами розвитку поділяють на:
- початки словенської писемності, 500-1550-і,
- Реформація — кінець 16 сторіччя, зокрема
  - Примож Трубар
  - Адам Богоріч
  - Себастіан Крель
  - Юрій Далматин
- Контрреформація — 1600-1630-ті,
- Бароко — 1630-1750-ті,
- Просвітництво, 1750—1830,
- Романтичний період, 1830—1839
  - Матія Чоп, Янез Весель, Франце Прешерен, Антоній Мартін Сломшек, Станко Враз, Фанні Гаусманн, Йосипіна Турнограйська, Луїза Песяк та Янез Непомук Приміч
- доба реалізму, 1848—1899
  - Янез Трдіна, Фран Левстік, Симон Дженко, Йосип Юрчич, Йосип Стритар, Янко Керснік, Симон Грегорчич, Антон Ашкерц, Іван Тавчар, Зофка Кведер, Павліна Пайк, Фран Говекар, Фран Ер'явець
- сучасна література — з кількома підрозділами — 1900 й надалі.
  - Матей Бор
  - Томаж Шаламун